# Поморцев (лунный кратер)
Кратер Поморцев (лат. Playfair) — небольшой ударный кратер в области восточного побережья Моря Пены на видимой стороне Луны. Название присвоено в честь русского изобретателя в области ракетной техники, аэрологии Михаила Михайловича Поморцева (1851—1916) и утверждено Международным астрономическим союзом в 1976 г. 

## Описание кратера

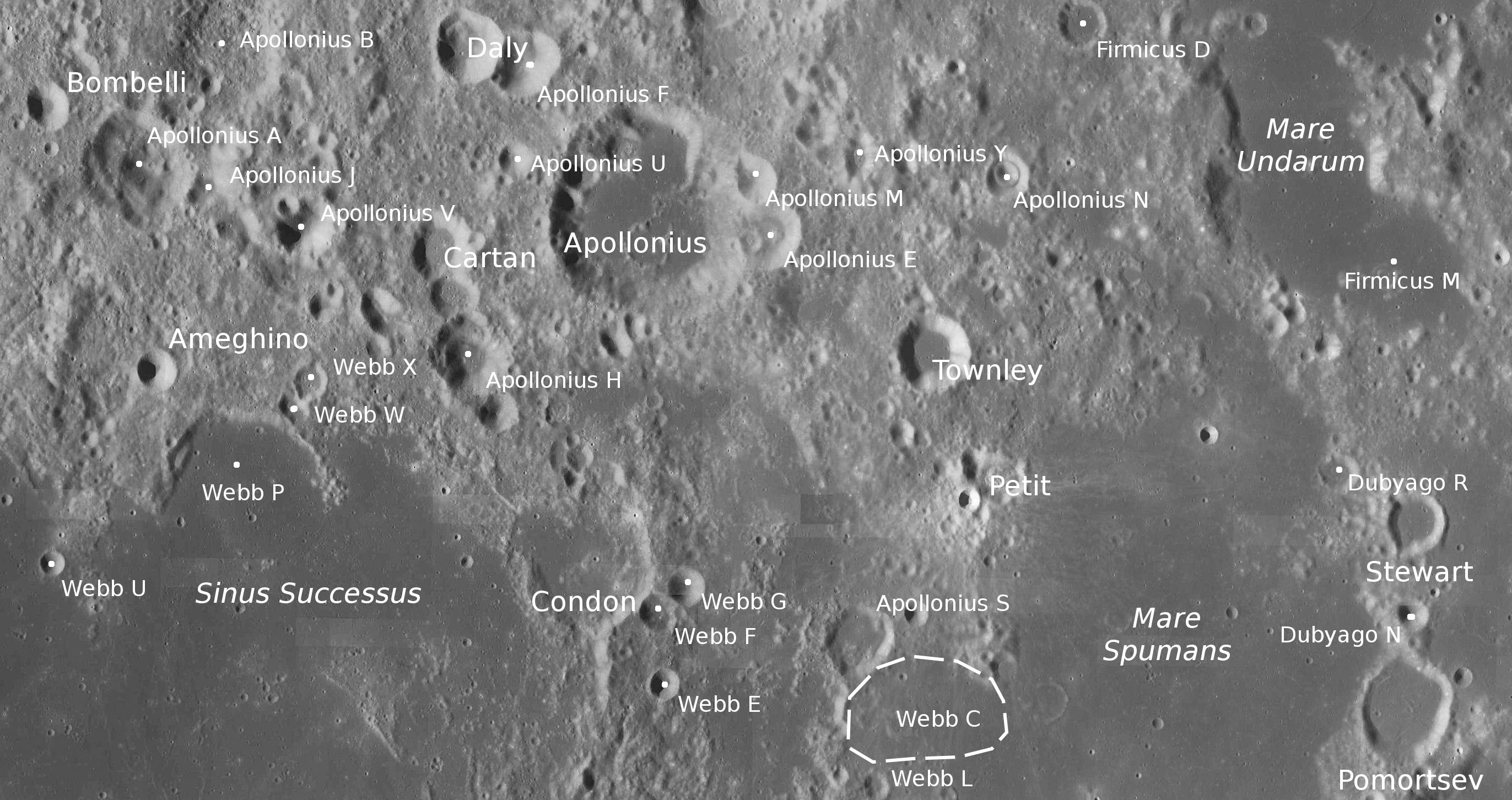
Окрестности кратера Поморцев. Снимок зонда Lunar Reconnaissance Orbiter.

Ближайшими соседями кратера являются кратер Стюарт на севере; кратер Дубяго на северо-востоке; кратер Респиги на востоке-северо-востоке; кратер Маклорен на юге-юго-востоке и кратер Харгривс на юго-западе. На западе кратер Поморцев граничит с Морем Пены, на севере от него располагается Море Волн. Селенографические координаты центра кратера 0°44′ с. ш. 66°55′ в. д. / 0,74° с. ш. 66,91° в. д., диаметр 25,5 км, глубина 1460 м.
Кратер Поморцев имеет полигональную форму и затоплен темной базальтовой лавой над поверхностью которой выступает лишь вершина вала с гладким узким внутренним склоном. От северной части вала кратера отходит сглаженный хребет тянущийся до кратера Стюарт, к южной части вала примыкает широкий горный массив. Небольшая возвышенность расположена также вблизи восточной части вала.
До получения собственного наименования в 1976 г. кратер имел обозначение Дубяго P (в системе обозначений так называемых сателлитных кратеров, расположенных в окрестностях кратера, имеющего собственное наименование).

## Сателлитные кратеры
Отсутствуют.

## См.также
- Список кратеров на Луне
- Лунный кратер
- Морфологический каталог кратеров Луны
- Планетная номенклатура
- Селенография
- Минералогия Луны
- Геология Луны
- Поздняя тяжёлая бомбардировка